# Stefan Savić
Stefan Savić (* 8. ledna 1991, Mojkovac, SFR Jugoslávie) je černohorský fotbalista hrající na postu středního obránce (stopera) za španělský klub Atlético Madrid a reprezentaci Černé Hory. Dříve působil v italské Fiorentině, anglickém Manchesteru City a srbském Partizanu. Za reprezentaci odehrál více než 50 utkání. Ve finále Ligy mistrů UEFA v květnu v roce 2016 se stal prvním hráčem z Černé Hory od vyhlášení nezávislosti v roce 2006, který nastoupil do zápasu o tuto slavnou trofej.
Savićovou doménou je hra ve vzduchu, tedy hlavičkování.
Při soubojích spoléhá na čtení soupeřovy hry spíše než na tělesné dispozice.

## Klubová kariéra

### BSK Borča
Za srbský prvoligový klub FK BSK Borča debutoval v nejvyšší ligové soutěži v roce 2008. V lednu 2010 byl na zkoušce v Arsenalu, ale trenér Arsène Wenger se rozhodl ho neangažovat.

### Partizan
V srpnu 2010 zamířil do Partizanu Bělehrad, se kterým si zahrál v ročníku 2010/11 Ligy mistrů. V evropské soutěži nastoupil ke čtyřem zápasům. Na domácí scéně získal s Partizanem double, když se týmu podařilo vyhrát ligu i srbský pohár. Savićovy výkony byly oceněny experty, byl zvolen do nejlepší jedenáctky v sezóně.

### Manchester City
Začátkem července roku 2011 oznámil Savićův příchod anglický Manchester City. Podepsal smlouvu na čtyři roky.
Stal se prvním Černohorcem, který zkusil prorazit v anglické lize.
Během jediné sezóny ve dresu Manchesteru City si zahrál v 11 zápasech Premier League. Společně se Citizens se stal anglickým mistrem.

### Fiorentina
Na konci srpna 2012 opustil Anglii a zamířil do Fiorentiny, opačným směrem přestoupil Matija Nastasić.
Během svého působení ve Fiorentině patřil mezi nejlepší hlavičkáře v Serii A.
Zahrál si ve finále italského poháru Coppa Italia 3. května 2014 proti Neapoli. Savić odehrál celé utkání po boku stopera Gonzala Rodrígueze, ale Fiorentina, přezdívaná La Viola, utrpěla porážku 1:3.

### Atlético Madrid
V létě 2015 odešel 24letý Savić do Atlética Madrid za částku 12 milionů € (euro), do Fiorentiny jako součást obchodu zamířil středopolař Mario Suárez. Trenér Diego Simeone plánoval učinit ze Saviće náhradu za Mirandu.
První soutěžní zápas za Atlético odehrál proti Getafe 22. září 2015 v 5. kole La Ligy. Po boku Diega Godína na stoperu pomohl k domácí výhře 2:0.
Savić čelil konkurenci v podobě Josého Giméneze, také proto odehrál za sezónu „jen“ 12 ligových zápasů. Dalších 12 zápasů odehrál v pohárech. Trenér Simeone nasadil Saviće do finále Ligy mistrů UEFA proti Realu Madrid 28. května 2016. Savić v 15. minutě neuhlídal soupeřova obránce Sergia Ramose, který otevřel skóre.
Po boku Godína čelil útoku soupeře ve složení Cristiano Ronaldo, Karim Benzema, Gareth Bale a v 79. minutě zachránil situaci před brankovou čarou po střele Balea.
Díky gólu Yannicka Carrasca dospěl zápas do prodloužení a nakonec došlo na penaltový rozstřel. V něm nakonec uspěl Real Madrid. Savíć se stal prvním hráčem z Černé Hory od vyhlášení nezávislosti, který nastoupil do finále Ligy mistrů. Posledním hráčem ve finále Ligy mistrů narozeným v Černé Hoře byl v roce 1998 Predrag Mijatović z Realu Madrid.
Na začátku sezóny 2018/19 odehrál celé utkání Superpoháru UEFA proti Realu Madrid, ve kterém od kouče dostal přednost před Giménezem. Los Rojiblancos porazili svého městského rivala 4:2 v prodloužení.
Už v první minutě se gólově prosadil Diego Costa po dlouhém centru Saviće.
Ve 27. minutě však neuhlídal Benzemu a dovolil mu vyrovnat na 1:1.
V ročníku 2019/20 utvořil stoperskou dvojici s Giménezem, od poloviny října se ale potýkal se zraněním, které si přivodil během reprezentační přestávky.
V lednu se vrátil k zápasové praxi, tentokráte stál po jeho boku obvykle brazilský stoper Felipe. Společně s Felipem čelili v únoru 2020 obhajujícímu Liverpoolu v rámci osmifinále Ligy mistrů. Anglický soupeř dorazil s obávaným útokem ve složení Sadio Mané, Roberto Firmino a Mohamed Salah, Atleti přesto doma zvítězili 1:0 gólem Saúla Ñígueze.
Savić a Felipe zhatili plány Liverpoolu také v odvetě na Anfield Road, kde Atlético zvítězilo 3:2 v prodloužení.
Ve španělské lize proti Espanyolu 1. března si dal vlastní gól, Atlético však zásluhou Saúla Ñígueze ve druhém poločase srovnalo na 1:1.

## Reprezentační kariéra

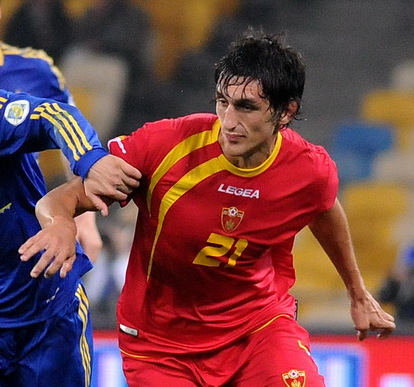
Za reprezentaci v zápase proti Ukrajině v roce 2012

Poprvé nastoupil za národní mužstvo Černé Hory v srpnu 2010.
Šlo o přátelský zápas se Severním Irskem. Černá Hora soupeře porazila 2:0.
Zahrál si v kvalifikaci na Mistrovství Evropy 2012. Trenér Zlatko Kranjčar jej nasadil do utkání na půdě Anglie, kde Černohorci v říjnu 2010 uhráli překvapivou remízu 0:0.
Reprezentaci pomohl také během kvalifikace na Mistrovství Evropy 2016, během kvalifikace na mistrovství světa 2018 a během kvalifikace na Mistrovství Evropy 2020. Černohorci se na žádný z těchto turnajů ale nedokázali probojovat. Reprezentoval také v zápasech premiérové Ligy národů.

## Úspěchy
Partizan Bělehrad
- srbská nejvyšší fotbalová SuperLiga
  - 1. místo: 2010/11
- srbský domácí fotbalový pohár
  - 1. místo: 2010/11

Manchester City
- Premier League
  - 1. místo: 2011/12

ACF Fiorentina
- Coppa Italia
  - 2. místo: 2013/14[6][7]

Atlético Madrid
- Liga mistrů UEFA
  - 2. místo: 2015/16
- Evropská liga UEFA
  - 1. místo: 2017/18
- Superpohár UEFA
  - 1. místo: 2018

Individuální
- nejlepší jedenáctka srbské nejvyšší ligy: 2010/11[3]
- černohorský fotbalista roku – 2016, 2017, 2018, 2020, 2021[21]

Zdroje: